# 1878 w sztukach plastycznych

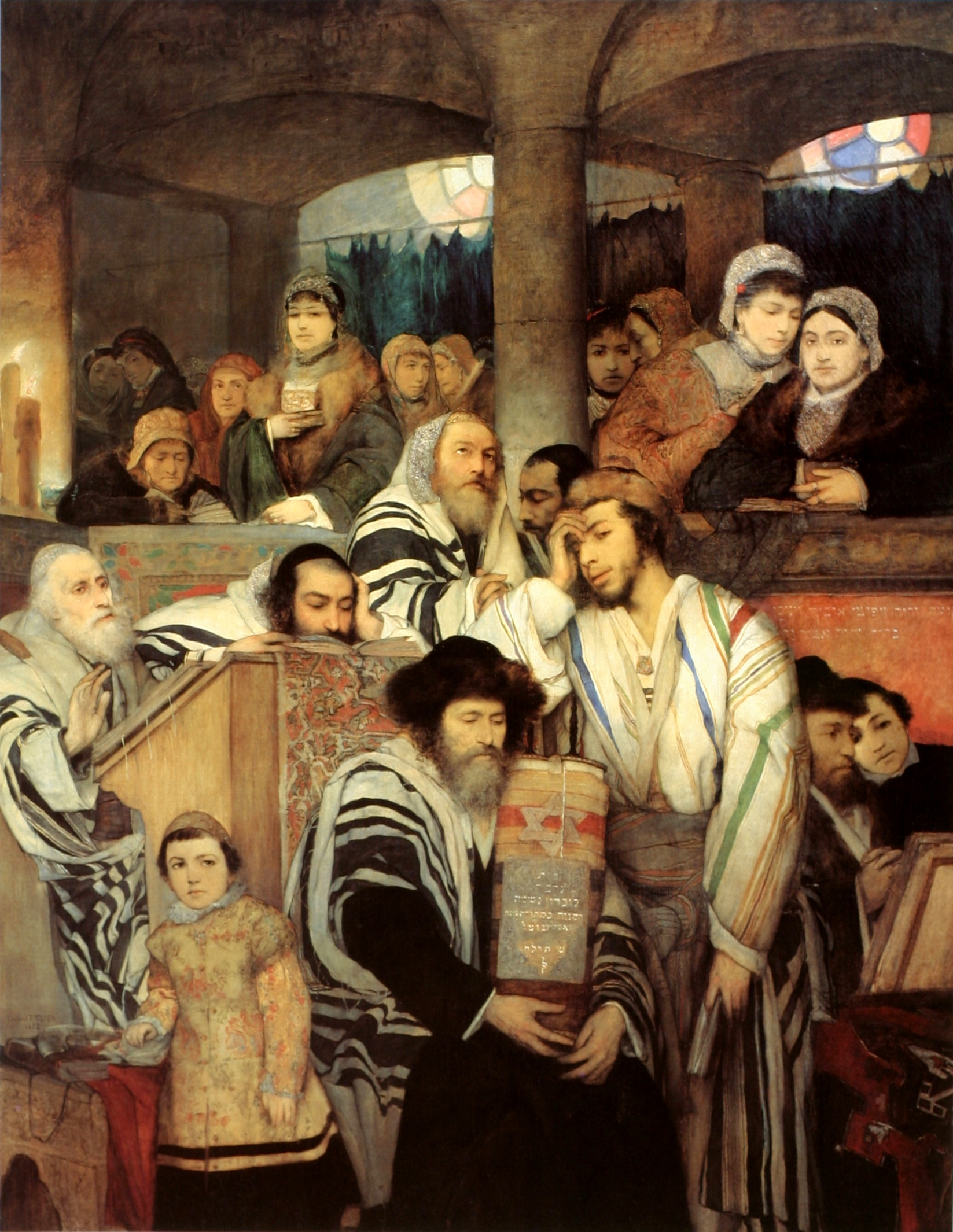
Maurycy Gottlieb Żydzi modlący się w synagodze podczas Jom Kipur

Wydarzenia w sztukach plastycznych i wizualnych w 1878 roku.

## Malarstwo
- Józef Chełmoński

Oberek – olej na płótnie, 68,5x130,7 cm
- Edgar Degas

Sala prób
- Maurycy Gottlieb

Żydzi modlący się w synagodze podczas Jom Kipur – olej na płótnie, 245,1×191,8 cm
- Leopold Löffler

Dziewczynka z kanarkiem – olej na płótnie, 45×36 cm
- Jan Matejko

Bitwa pod Grunwaldem
- Claude Monet

Martwa natura z chryzantemami

## Urodzeni
- Léon Carré (zm. 1942), grafik i ilustrator
- Stanisław Zawadzki (zm. 1960), polski malarz
- Boris Vladimirski (zm. 1950), radziecki malarz i grafik
- 4 stycznia – Augustus John (zm. 1961), walijski malarz
- 28 lutego – Aleksander Altman (zm. 1932), malarz
- 9 marca – Stanisław Czajkowski (zm. 1954), polski malarz
- 31 marca – Tadeusz Cybulski (zm. 1954), polski malarz, rzeźbiarz
- 3 czerwca – Wanda Bibrowicz (zm. 1954), polska artystka specjalizująca się w tkactwie
- 3 lipca – Erich Everth (zm. 1934), niemiecki historyk sztuki
- 21 września – Clara Westhoff (zm. 1954), niemiecka rzeźbiarka
- 5 października – Szczęsny Dettloff (zm. 1961), polski historyk sztuki
- 6 października – Wacław Chodkowski (zm. 1953), polski malarz
- 1 listopada – Konrad Mägi (zm. 1925), estoński malarz
- 15 listopada – Erich Basarke (zm. 1941), niemiecki architekt

## Zmarli
- 19 lutego – Charles-François Daubigny (ur. 1817), francuski malarz, grafik, rysownik i ilustrator
- 16 listopada – Đura Jakšić (ur. 1832), serbski pisarz, dramaturg i malarz